# بيل ناي
بيل ناي (بالإنجليزية: Bill Nighy)‏ ممثل إنجليزي من مواليد 12 ديسمبر 1949، حاصل عل جائزة بافتا مرتين وجائزة الغولدن غلوب مرة واحدة.

## مواقع خارجية
- بيل ناي على موقع IMDb (الإنجليزية)
- بيل ناي على موقع روتن توميتوز (الإنجليزية)
- بيل ناي على موقع مونزينجر (الألمانية)
- بيل ناي على موقع ألو سيني (الفرنسية)
- بيل ناي على موقع ميوزك برينز (الإنجليزية)
- بيل ناي على موقع أول موفي (الإنجليزية)
- بيل ناي على موقع قاعدة بيانات برودواي على الإنترنت (الإنجليزية)
- بيل ناي على موقع قاعدة بيانات الأفلام السويدية (السويدية)
- بيل ناي على موقع إن إن دي بي (الإنجليزية)
- بيل ناي على موقع ديسكوغز (الإنجليزية)